# Воинское кладбище № 49 (Блехнарка)
Воинское кладбище № 49 — Блехнарка (пол. Cmentarz wojenny nr 49 - Blechnarka) — воинское кладбище, находящееся в окрестностях села Блехнарка, Горлицкий повят, Малопольское воеводство. Кладбище входит в группу Западногалицийских воинских захоронений времён Первой мировой войны. На кладбище похоронены военнослужащие Австро-Венгерской и Российской армий, погибшие во время Первой мировой войны в декабре 1914 — мае 1915 года.

## История
Кладбище было построено Департаментом воинских захоронений К. и К. военной комендатуры в Кракове в 1915 году по проекту австрийского архитектора Душана Юрковича. На кладбище площадью 1.063 квадратных метра находится 20 братских и 15 индивидуальных могил, в которых похоронены 103 австрийских и 196 русских солдат из 176-го Переволюченского и 196-го Инсарского пехотный полков.

## Описание
Кладбище находится в плохом состоянии и располагается в непосредственной близости от польско-словацкой границы
В центре кладбища стоит каменный памятник, на котором прикреплена табличка со словами на немецком языке:
| AM WERKE DES FRIEDENS WIRKEN WIR, DER GELIEBTEN SCHOLLE / TRAULICH GESELLT; AUS UNSEREN ENGEN WARF UNS DAS GRAUENWOLLE HEULEN DES KRIEGES, — TRIEB UNS DURCH NOT UND HARM UND DEN TAUMEL DES SIEGES IN TODESARM! |

## Источник
- Oktawian Duda: Cmentarze I wojny światowej w Galicji Zachodniej. Warszawa: Ośrodek Ochrony Zabytkowego Krajobrazu, 1995. ISBN 83-85548-33-5.